# Darwen Football Club
Il Darwen Football Club era una società sportiva nata nel 1870. Prese il nome dall'omonima città situata nel Lancashire. Visse i suoi migliori anni dal 1879 al 1881 e successivamente si unì alla Lancashire League nel 1900, lega inglese di livello amatoriale, nella quale rimase fino alla chiusura avvenuta nel 2009.

## Storia
Il Darwen nacque nel 1870, come società di rugby e cricket, tuttavia nel 1875 divenne una società calcistica.

### Primi anni e anni d'oro
Gli inizi non furono dei migliori. Infatti il Darwen era composto da operai che lavoravano in una fabbrica di cotone, sotto la presidenza di James Walsh, che era il proprietario sia della fabbrica, che della società. Però, a partire dal 1879, vennero acquistati due giocatori, che furono anche i primi casi di professionismo, ovvero che venivano pagati per giocare. Ai giocatori in questione, provenienti dal Partick's F.C., Fergus Suter e James Love, oltre ad un posto di lavoro nella fabbrica, veniva data una somma di denaro per giocare, e furono gli unici della formazione di quei tempi. Tuttavia, i due giocatori portarono la squadra ai quarti di finale di FA Cup del 1879, perdendo successivamente contro l'Old Etonians capitanata da Arthur Kinnaird. I rivali erano una squadra composta da gentiluomini e dai presidenti del Federazione calcistica dell'Inghilterra. I giocatori del Darwen dovettero fare tre viaggi da Darwen a Londra, poiché gli ultimi turni di coppa si giocavano a Londra e in più pareggiarono le prime due partite all'Oval per 5-5 e 2-2, e persero la terza uscendo dalla competizione per 6-2.
L'anno successivo, la squadra non fece meglio, uscendo al secondo turno contro il Blackburn Rovers per 3-1. Nell'edizione 1880-1881 vinsero ai quarti per 15-0 contro il Romford, ma persero in semifinale 4-1 contro l'Old Carthusians. Ad oggi quello è il miglior risultato del Darwen in una competizione calcistica.

### Accesso nella Football League e declino
Dalla stagione successiva, i due giocatori scozzesi, James Love e Suter, lasciarono la squadra per accasarsi ai rivali del Blackburn Rovers, con la quale batterono il Darwen nel quarto turno di FA Cup per 5-1.
Nel 1891 il Darwen fu ammesso nella Football League, allora il massimo campionato inglese, ma lo stesso anno retrocesse nella neonata Second Division. Riuscì ad accedere nuovamente nella First Division per la stagione 1893-94, cui seguì una nuova retrocessione. Nel 1899, dopo aver fallito la permanenza anche in Second Division, si iscrisse alla Lancashire League. Dal 1899 fino al 2009 la squadra rimase sempre nelle categorie amatoriali.

### La chiusura
Dal 2003 al 2008 la squadra ebbe gravi problemi finanziari, che fecero rischiare di chiudere la società, tuttavia vennero sempre liquidati, fino a quando nel 2009, i debiti e i debiti pubblicitari, diventarono impossibili dal liquidare, facendo cosi chiudere la società.

### La rinascita
Sempre nel 2009 la squadra riaprì ma con un nome diverso, A.F.C. Darwen.

## Stadio
La squadra giocò le partite nell'Anchor Ground, stadio con 4.000 posti. Il terreno di gioco fu lo stesso sin dalla nascita del club.

## Colori
I colori della maglietta del Darwen all'epoca erano il grigio e il bianco, messe su una maglietta a strisce orizzontali. Negli anni 2000 la maglia aveva il colore principale rosso.

## Filmografia
La storia dei primi anni del Darwen, è raccontata nella serie The English Game, su Netflix.

## Palmarès

### Competizioni regionali
- Lancashire League: 1

1901-1902
- Lancashire Combination: 4

1930-1931, 1931-1931, 1971-1972, 1974-1975
- Lancashire Senior Cup: 1

1879-1880
- North West Counties Football League Challenge Cup: 1

1982-1983

### Altri piazzamenti
- Coppa d'Inghilterra:

Semifinalista: 1880-1881
- Lancashire League:

Secondo posto: 1902-1903